# Homotoicha fuscopunctata
Homotoicha fuscopunctata är en insektsart som beskrevs av Andrew Nelson Caudell 1906. Homotoicha fuscopunctata ingår i släktet Homotoicha och familjen vårtbitare. Inga underarter finns listade i Catalogue of Life.